# Muddanur
Muddanur es una ciudad censal situada en el distrito YSR en el estado de Andhra Pradesh (India). Su población es de 9775 habitantes (2011). Se encuentra a 59 km de Kadapa.

## Demografía
Según el censo de 2011 la población de Muddanur era de 9775 habitantes, de los cuales 4846 eran hombres y 4929 eran mujeres. Muddanur tiene una tasa media de alfabetización del 77,57%, superior a la media estatal del 67,02%: la alfabetización masculina es del 86,29%, y la alfabetización femenina del 69,14%.